# Olsker Sogn
Olsker Sogn er et sogn i Bornholms Provsti (Københavns Stift).
Olsker Sogn hørte til Nørre Herred i Bornholms Amt og var i 1800-tallet anneks til Allinge-Sandvig Sogn, som lå i Allinge-Sandvig Købstad og kun geografisk hørte til herredet. Købstaden blev ved kommunalreformen i 1970 kernen i Allinge-Gudhjem Kommune, som Olsker sognekommune også blev indlemmet i. I 2003 indgik Hasle Kommune i Bornholms Regionskommune.
I Olsker Sogn ligger Sankt Ols Kirke fra omkring 1100 og Tejn Kirke fra 1940.
I sognet findes følgende autoriserede stednavne:
- Blåholt (bebyggelse)
- Dammen (bebyggelse)
- Hollændergårde (bebyggelse)
- Hovedejerlavet (ejerlav)
- Humledal (bebyggelse)
- Kås (bebyggelse)
- Lærkegårde (bebyggelse)
- Olsker (bebyggelse)
- Sandkås (bebyggelse)
- Skovgård (bebyggelse)
- Storedalshuse (bebyggelse)
- Tejn (bebyggelse)
- Tejn Fiskerleje (bebyggelse, ejerlav)
- Vedby (bebyggelse)
- Store Hallegård (Prop. gård)